# Gustave Moynier
Gustave Moynier (Genève, 21 september 1826 - aldaar, 21 augustus 1910) was een Zwitsers jurist die actief was in veel liefdadigheidsorganisaties in Genève.

## Biografie
Moynier was een van de stichters van het International Committee for Relief to the Wounded, dat na 1876 zou uitgroeien tot het Internationale Rode Kruis. In 1864 nam hij het voorzitterschap over van Guillaume-Henri Dufour. Hij voerde wel een felle rivaliteit jegens medeoprichter Henri Dunant. Gedurende zijn 46 jaar lange voorzitterschap heeft hij veel betekend voor de ontwikkeling van het Rode Kruis.
- Base de données des élites suisses: 62384
- Bibsys: 12038386
- Bibliothèque nationale de France: cb153508238 (data)
- CiNii: DA09548891
- Gemeinsame Normdatei: 119011492
- Historisch woordenboek van Zwitserland: 041351
- International Standard Name Identifier: 0000 0001 2102 0287
- Library of Congress Control Number: n90631911
- Nationale Bibliotheek van Tsjechië: nlk20010095218
- Nationale Bibliotheek van Israël: 987007265633605171
- Nederlandse Thesaurus van Auteursnamen: 145432238
- Réseau des bibliothèques de Suisse occidentale: 02-A003615086
- Istituto Centrale per il Catalogo Unico: CUBV117406
- SNAC: w67t0bjk
- Système universitaire de documentation: 10350379X
- Virtual International Authority File: 66769358
- WorldCat: E39PBJrKPq6Pdmpf8c3FkVjgrq